# Годик, Эдуард Эммануилович
Эдуард Эммануилович Годик (17 ноября 1935, СССР — 15 сентября 2023, США) — профессор, доктор физико-математических наук, изобретатель первого в мире полупроводникового инфракрасного детектора.

## Биография
В 1959 году окончил физический факкультет МГУ имени М. В. Ломоносова. Работал заместителем директора Института радиотехники и электроники АН СССР, с 1990 до 1993 директором Центра биомедицинской радиоэлектроники. При этом с конца 1980-х сотрудничал с Войсковой частью № 10003, занимался исследованием паранормальных явлений, в частности, разбирался со «сверхспособностями» Н. С. Кулагиной и Е. Ю. Давиташвили.
В 1993 эмигрировал в США, где живёт и работает консультантом по инновационным технологиям. С 1993 до 1999 являлся президентом и научным директором «Dynamics Imaging, Inc.». Сотрудничает с 1999 до 2001 с «DOBI medical system», с 2001 до 2009 с «MetTech, Inc.», также с «Amplification Technologies, Inc.» и «Concord Venture, LLC.». 25 ноября 2002 совместно с Ю. В. Гуляевым участвовал в телепередаче «Гордон».
Приходится автором более 100 научных публикаций, а также 9 американских, 2 международных и 9 российских патентов.

## Публикации
- Годик Э. Э. Загадка экстрасенсов: что увидели физики: Человек в собственном свете. АСТ, 2010. ISBN 978-5-462-00983-9.[3][4][5]